# James Donatien Le Ray de Chaumont
Pour les articles homonymes, voir Le Ray (homonymie).
James Donatien Le Ray de Chaumont est un financier et propriétaire terrien franco-américain né le 3 novembre 1760 au château de Chaumont-sur-Loire et mort le 31 décembre 1840 à Paris.

## Biographie
James Donatien Le Ray de Chaumont est le fils Jacques-Donatien Le Ray de Chaumont et de Thérèse Jogues. Il reçoit l'éducation de précepteurs et au collège de Juilly.
Établi, à la suite de son père, en 1785, aux États-Unis, il est naturalisé américain le 19 mars 1788 et prend le nom de James Donatien Leray de Chaumont, signant LeRay de Chaumont. Là, il acquiert une propriété dans le comté d'Otsego, dans l'État de New York, où il construit la première scierie. Connu en Amérique comme James, la traduction anglaise pour Jacques, Le Ray fils fait également de grands achats de terres en Amérique et devient le premier président et cofondateur de la Chambre d'agriculture de l'État de New York. Il s'associe avec Gouverneur Morris pour l'achat et la revente de vastes terrains dans les régions non encore peuplées en Pennsylvanie et l'État de New York. Il se fait bâtir le LeRay Mansion (en).
En 1789, il épouse Grace Coxe de Burlington (petite-fille de Daniel Coxe Jr. (en)). Il est le grand-père d'Amédée de Gouvello et l'arrière-grand-père de Charles Le Ray de Chaumont.
Sur place, il est le relai et représentant de son père, créancier du gouvernement américain, après la Guerre d'indépendance américaine. Sa nationalité américaine lui permit également de sauvegarder des biens familiaux français lors de la Révolution française. Le rôle du père et du fils outre-Atlantique furent tels que certaines familles américaines donnèrent "Leray de Chaumont" comme prénom à leurs enfants.

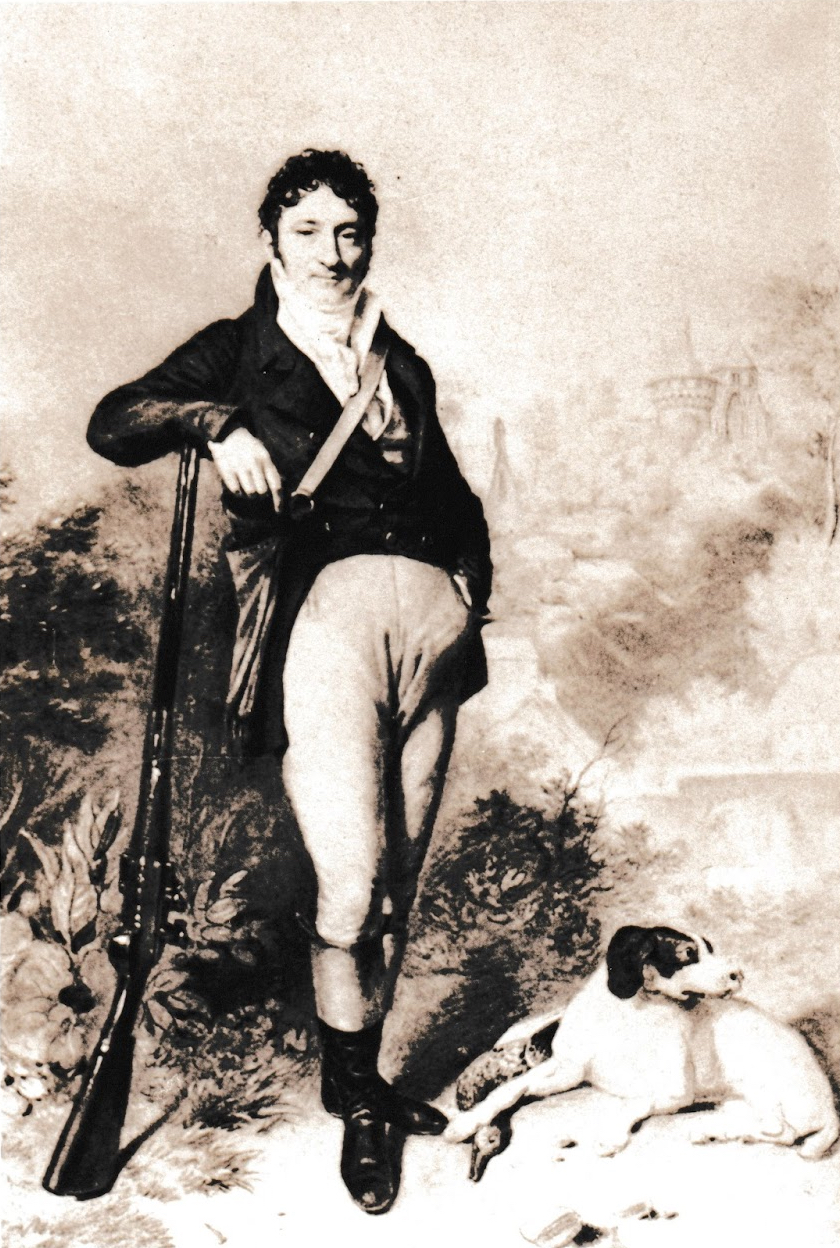
Portrait de James LeRay en chasseur, à Chaumont.

Vers 1791, il rapatrie en France le solde des actifs américains de son père.
Il hérite du château de Chaumont à la mort de son père en 1803. Il installe sur le domaine de la Pommerie voisin une raffinerie de sucre et fait cultiver les racines de betteraves nécessaires à la production dans les différentes métairies et fermes relevant du domaine de Chaumont : Quenault, Bury, l'Hôtellerie, les Petit et Grand Maindray, la Colinière, la Rossignolière et l'Herpinière.
Quand la guerre de 1812 éclate entre les Américains et les Britanniques, James-Donatien Le Ray et le gouvernement français apportent à nouveau son aide aux États-Unis.
En 1818, il établit une colonie de catholiques français et allemands dans le comté de Jefferson et fait construire pour eux une colonie irlandaise et plusieurs églises catholiques rattachées au diocèse de New York, qui avaient été érigées quelques années plus tôt (1808).

## Hommages
Les villes de Le Ray et Chaumont, les deux dans l'État de New York, sont nommées après lui.

## Sources
- David F. Lane, « James Donatien Le Ray de Chaumont », in Bulletin of the Jefferson County Historical Society (1960)
- Cahiers staëliens, no 38 (1987)
- Franklin B. Hough (en), « J. Le Ray de Chaumont », in A History of Jefferson County in the State of New York, from the Earliest Period to the Present Time (1854)
- Joseph Rousse, Notes sur les familles Le Ray de La Clartais et Le Ray du Fumet, 1893